# Szép Bence
Szép Bence (Szombathely, 1977. április 25. –) humorista, bűvész, szervezetfejlesztő tréner.

## Élete
Vasváron nőtt fel, a műsoraiban gyakran megidézi gyerekkorát, családját. Diákként került kapcsolatba az amatőr színjátszással, majd 1996-ban megalapítja a paThalia Társulatot, amely 2003 után - az Alternatív Színházak Szövetségének meghívására - alternatív színházként működött tovább.
Társulata mellett dolgozott többek között a Mesebolt Bábszínházzal, a Harlekin Bábszínházzal, Jordán Tamás Karneválszínházával. A humoristákból álló Kabaré Kommandó (2005) alapítója, a társulat évente tart bemutatókat a kecskeméti Katona József Színházban.
Stand Up Comedy humoristaként 2008 óta lép fel, 2009-től a Mikroszkóp Színpadon, 2011-től - a Stand Up Brigád humortársulat tagjaként- a Cotton Clubban, a Rádiókabaréban, az ATV Dumakabaré című műsorában.
Bűvészként humoros gyermekműsorával bejárta egész Magyarországot, számos határainkon túli, magyarlakta településen is fellépett, de a külhoni magyaroknak is tartott már műsorokat Új-Zélandtól az USA-n át Portugáliáig.
2006-ban Las Vegasban, 2008-ban Chicagóban tanult bűvészetet és színpadi show-készítést. 
Forgatott kandi kamerákat, rádióállomások részére készített telefonos beugratásokat. A Stand Up Brigádban Stand Up Comedy fellépők koordinálásával, humorestek és humorista tehetségkutatók szervezésével foglalkozik. A Bethlen Téri Színházban elindított "Filléres kabaré - Humorista tehetségkutató" - Stand Up Klub műsorvezetője, a színház 24 órás Kabaré Maraton rendezvényének egyik főszervezője.
2011 óta rendszeresen fellép  interaktív gyerekműsorával a Böjte Csaba atya által alapított Dévai Szent Ferenc Alapítvány intézményeiben, táboraiban.

## További információ
- Szép Bence hivatalos honlapja
- paThalia Társulat Alternatív Színház